# Praxithea lanei
Praxithea lanei là một loài bọ cánh cứng trong họ Cerambycidae.